# Count Basie Orchestra

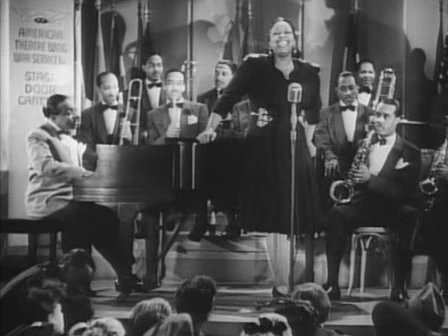
Le Count Basie Orchestra avec la chanteuse Ethel Waters en 1943.

Le terme Count Basie Orchestra désigne le big band que dirigeait le pianiste Count Basie.
L'orchestre a survécu à la mort de son leader et continue à se produire sous ce nom depuis 1984.
Les saxophonistes Eric Dixon, Frank Foster et Grover Mitchell, le trompettiste Thad Jones, le tromboniste Bill Hughes et le batteur Dennis Mackrel, tous anciens musiciens de l'orchestre, se sont relayés à la tête de la formation.
En 2002, 18 ans après le décès du « Count », six musiciens ayant joué avec lui étaient toujours membres du Count Basie Orchestra.
Depuis 2013, c'est le trompettiste Scotty Barnhart qui dirige le Count Basie Orchestra.